# Ischnochiton chaceorum
Ischnochiton chaceorum är en blötdjursart som beskrevs av Kaas och Van Belle 1990. Ischnochiton chaceorum ingår i släktet Ischnochiton och familjen Ischnochitonidae. Inga underarter finns listade i Catalogue of Life.